# Maximiliaansorde voor Wetenschap en Kunst

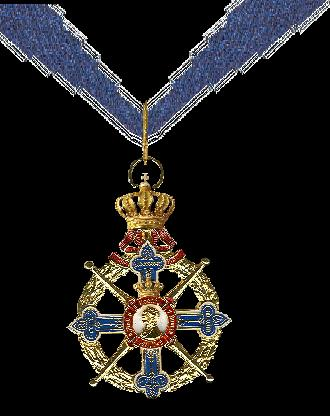
Het kruis van de Orde. Particuliere verzameling Groningen

De Maximiliaansorde voor Wetenschap en Kunst (Duits: Maximiliansorden für Wissenschaft und Kunst) werd in 1853 door koning Maximiliaan II van Beieren gesticht als een Orde van verdienste voor wetenschappers en kunstenaars. De Orde bleef ook na de val van de Beierse monarchie in 1918 waarbij de regel gold dat er nooit meer dan 100 dragers tegelijk in leven mochten zijn. In de naziperiode geraakte de Orde, net als zijn Pruisische evenknie de Orde "Pour le Mérite" voor Wetenschap en Kunst in vergetelheid. De Orde werd in 1980 als Beierse Maximiliaansorde voor Wetenschap en Kunst (Duits: Bayerische Maximiliansorden für Wissenschaft und Kunst) weer ingesteld op initiatief van de zeer traditie-gevoelige Beierse premier Franz Josef Strauss.
In de wet waarin de Orde weer werd ingesteld heet het dat het gaat om "de voortzetting van een oude Beierse traditie". De Orde is een van de historische Orden van Beieren.
Deze hoge onderscheiding, die met lichte spot ook wel de "Beierse Nobelprijs" werd en wordt genoemd, werd tot 1933 slechts 146 maal verleend. Onder de gedecoreerden waren:
- Gerhart Hauptmann (1911, in de afdeling kunst)
- Theodor Mommsen (1871, in de afdeling wetenschap)
- Alexander von Humboldt (1853, in de afdeling wetenschap)
- Carl Friedrich Gauss (1853, in de afdeling wetenschap)
- Jacob Grimm (1853, in de afdeling kunst)
- Joseph von Eichendorff (1853, in de afdeling kunst)

Na de Eerste Wereldoorlog volgden negen benoemingen.
De Orde kende tot 1932 twee afdelingen, wetenschap en kunst, en de kruisen waren herkenbaar aan de afbeelding van een uiltje of het mythische paard pegasus op de keerzijde van het medaillon. De uil en het gevleugelde ros zijn ook op de zwartleren cassettes waarin de orde bewaard wordt aangebracht.
Het gouden kruis was aan een Beierse koningskroon bevestigd en hing aan een blauw lint met die zwarte strepen op een witte bies.
Het Ordeteken is een op de gotiek geïnspireerd blauwgeëmailleerd kruis met op de armen in gouden letters de tekst "AM XXVIII NOVEMBER MDCCCLIII" en op een rode band rond het portret van de stichter in het medaillon de tekst "GESTIFTET V.MAX.II KOENIG V.BAYERN". Rond het kruis zijn vier gouden stralen en een smalle gouden lauwerkrans aangebracht.
Het lint werd "en sautoir", dus om de hals, gedragen en was het eigendom van de gedecoreerden.